# TFIID
La holoenzima de la ARN polimerasa II es una forma de la ARN polimerasa II eucariota que es reclutada hacia los promotores de los genes codificantes en las células vivas. Dicha holoenzima consiste en una ARN polimerasa II, un conjunto de factores de transcripción y ciertas proteínas reguladoras como las proteínas SRB. El factor de transcripción II D ('TFIID) es uno de los diversos factores de transcripción generales que constituyen el complejo de pre-iniciación de la ARN polimerasa II. Antes del comienzo de la transcripción, el complejo TFIID que se forma de TBP y al menos otras nueve proteínas, se une a la caja TATA en la región promotora del gen diana.
TFIID se compone así mismo de varias subunidades denominadas factores de asociación a TBP (TAFs) y de la proteína de unión a TATA (TBP). En ensayos in vitro, sólo TBP es necesaria para que se inicie la transcripción desde un promotor que contenga una caja TATA. Sin embargo, las TAFs añaden selectividad de promotor, especialmente si no hay una caja TATA donde pueda unirse TBP. Las TAFs se incorporan en dos complejos distintos, TFIID y B-TFIID. El complejo TFIID se compone de TBP y más de ocho TAFs. Pero la mayor parte de la proteína TBP está presente en el complejo B-TFIID, que se compone de TBP y de TAFII170 (BTAF1) en una relación 1:1.
La actividad de TFIID podría resumirse de la siguiente forma:
1. Coordina las actividades de más de 70 polipéptidos requeridos para el inicio de la transcripción por la ARN polimerasa II.
2. Se une a la región promotora para colocar adecuadamente a la polimerasa.
3. Sirve como estructura de ensamblaje para el resto de proteínas que se unen al complejo.
4. Actúa como un canal de recepción de señales reguladoras.

Las subunidades presentes en el complejo TFIID son las siguientes:
- TBP (proteína de unión a TATA)
- TAF1 (TAFII250)
- TAF2 (CIF150)
- TAF3 (TAFII140)
- TAF4 (TAFII130/135)
- TAF4B (TAFII105)
- TAF5 (TAFII100)
- TAF6 (TAFII70/80)
- TAF7 (TAFII55)
- TAF8 (TAFII43)
- TAF9 (TAFII31/32)
- TAF9B (TAFII31L)
- TAF10 (TAFII30)
- TAF11 (TAFII28)
- TAF12 (TAFII20/15)
- TAF13 (TAFII18)
- TAF15 (TAFII68)